# Nil Sorski
Nil Sorski (ros. Нил Сорский - Nił Sorski, ur. 1433 w Moskwie, zm. 7 maja 1508, imię świeckie: Nikołaj Majkow (ros. Николай Майков) – święty mnich, filozof, czczony przez Kościoły katolickie wschodnie oraz Cerkiew prawosławną w dniu 7 (20) maja oraz w trzecią niedzielę po Pięćdziesiątnicy wraz z Soborem Świętych Wołogodzkich.

## Życiorys
Niewiele wiadomo na temat życia Nila Sorskiego. Według przekazów jego żywot spłonął podczas najazdu tatarskiego na monastery wołogodzkie w 1538 roku.
Nil Sorski urodził się w 1433 roku w Moskwie. Przypuszczalnie należał do rodu szlacheckiego. Szlachecki ród Majkowów zaliczał Nila Sorskiego do swoich przodków, jednak była to informacja niepewna. Sam Nil nazywał siebie chłopem. Przed postrzyżynami utrzymywał się z przepisywania ksiąg. Wstąpił do monasteru Cyrylo-Biełozierskiego, gdzie spędził kilka lat. Jego duchownym nauczycielem był Paisjusz Jarosławow. W młodości Nil odwiedził monastery na Athosie oraz Carogród (Konstantynopol), dokąd pielgrzymował ze swoim uczniem św. Innocentym (Ochlabininem).
Podczas pobytu na Wschodzie studiował dzieła świętych ojców Antoniego Wielkiego, Bazylego Wielkiego, Efrema Syryjczyka, Makarego Wielkiego, Izaaka Syryjczyka, Warsonofiusza Wielkiego, Jana Klimaka, Doroteusza z Gazy, Maksyma Wyznawcy, Hezychiusza z Jerozolimy, Szymona Nowego Teologa, Piotra Aleksandryjskiego, Grzegorza z Nazjanzu, Nila Synaity i Filoteusza Synaity. Po powrocie z Carogrodu Nil udał się nad rzekę Sorę, gdzie na uroczysku leśnym w odległości 15 wiorst od monasteru Cyrylo-Biełozierskiego zbudował celę, wzniósł kaplicę i krzyż oraz wykopał studnię. Zamieszkał w zbudowanej przez siebie pustelni. Z czasem, gdy do niego dołączyli inni mnisi, w tym miejscu powstał skit z cerkwią Ofiarowania Pańskiego.
Nil przeniósł na grunt ruski tradycje hezychastyczne, które poznał na Athosie. Reguła napisana przez niego dla mnichów, którzy zbudowali koło niego swoje pustelnie, zbierała wszystkie najważniejsze punkty nauczania Ojców z nurtu hezychastycznego na temat modlitwy serca.
W latach 1490 i 1503 uczestniczył w soborach, powołanych w celu zwalczania szerzącej się na Rusi herezji judaizantów (ересь жидовствующих), którą zapoczątkował przybyły w XV wieku do Nowogrodu Wielkiego karaim Zachariasz (Схария). Wyznawcy sekty odrzucali kult ikon, krzyża, relikwii, negowali życie zakonne i boską naturę Chrystusa, odrzucili chronografię bizantyjską, przyjęli kalendarz żydowski. Na wyznawców herezji została nałożona anatema. Drugi Sobór ostatecznie rozwiązał sprawę heretyków. Sobór w 1503 poruszył również kwestię posiadania przez monastery majątków ziemskich, które według Nila Sorskiego było przyczyną demoralizacji mnichów. W czasie soboru mnich wystąpił z apelem do wszystkich klasztorów, by zrezygnowały z posiadanych dóbr i zaczęły utrzymywać się z jałmużny. Jego wniosek został jednak jednogłośnie odrzucony przez sobór, który w swojej uchwale określił majątki Cerkwi jako niezbywalne i święte. Według Pipesa inspiratorem wystąpienia Nila Sorskiego mógł być Iwan III Srogi, który już wcześniej konfiskował na potrzeby państwa włości kościelne.
Mimo odrzucenia apelu Nila w czasie soboru w 1503, jego wystąpienie zapoczątkowało trwający do połowy XVI wieku spór między zachłannymi i niezachłannymi (oryg. stiażatielami lub lubostiażatielami i niestiażatielami) – zwolennikami i przeciwnikami posiadania przez Kościół prawosławny majątku.
Nil Sorski zmarł w 1508 roku. W swoim Testamencie napisał:

Rzućcie moje ciało na pustyni – niech pożrą je zwierzęta i ptaki; ponieważ wielce zgrzeszyło było przeciwko Bogu i niegodne jest pochówku. [...] Błagam wszystkich, niech pomodlą się za moją grzeszną duszę, i proszę was o przebaczenie i ode mnie przebaczenie. Bóg niechże przebaczy wszystkim.

Był to drugi taki przypadek w historii Cerkwi prawosławnej na Rusi. Podobny sens miał testament metropolity kijowskiego Konstantego, zmarłego w 1159 roku. Prośba mnicha nie została spełniona przez jego uczniów, którzy pochowali go w monasterskiej cerkwi.

## Poglądy
Nił Sorski nie tylko prowadził walkę z „osiflanami”, ale także opracowywał szereg zagadnień filozoficznych, które wyłożył w Regulaminie życia pustelniczego (ros. Устав о скитской жизни). Centralne miejsce w jego teorii zajmuje problem namiętności. 